# In den Wald
In den Wald  (Originaltitel: Tornare dal bosco) ist ein Roman von Maddalena Vaglio Tanet. Er erschien erstmals 2023. Die deutschsprachige Übersetzung von Annette  Kopetzki erschien 2024 im Suhrkamp Verlag.

## Inhalt
Der Roman handelt von der Lehrerin Silvia, die in der piemontesischen Kleinstadt Biella unterrichtet. An einem Herbsttag  1970 erscheint sie nicht wie üblich an ihrem Arbeitsplatz, sondern geht in den Wald, um sich dort ein Lager zu errichten.
Die Schüler, Giovanna, Luisa und Martino haben verschiedene Probleme. Giovanna muss ihren Eltern in der Landwirtschaft helfen und hat Probleme mit dem Standarditalienischen, da in ihrer Familie Piemontesisch gesprochen wird. Später  stirbt sie, was bei Silvia einen Schock auslöst. Luisa ist die Tochter einer Verwandten von Silvia und sie merkte deren Stress an, sich ihr gegenüber unvoreingenommen zu verhalten. Martino leidet an Asthma und ist deshalb zusammen mit seinen Eltern von Turin aufs Land gezogen. Er fühlt sich hier allerdings unwohl und möchte wieder in die Großstadt zurück.
Nachdem es niemandem im Dorf gelingt, etwas über den Aufenthaltsort von Silvia zu erfahren, suchen die Schüler nach ihr, wobei sie von Martino angeleitet werden. Es gelingt ihnen Silvia, die sich in einem sehr ungepflegten Zustand befindet, zu finden. Zuerst ist den Schülern die Situation ungewohnt, dass nun sie sich in einer Machtposition zu ihrer Lehrerin befinden. Später versorgen sie Silvia mit Lebensmitteln und Martino bringt ihr ein paar von seinen Comicheften mit.
Während ihrer Zeit im Wald hat Silva intensive Träume, die Erinnerungen an ihr strenges Elternhaus, aber auch die Gewalt und unterdrückte Sexualität in der Klosterschule kommen ihr wieder ins Bewusstsein. Außerdem erlebt sie auch die Traumata, die die nationalsozialistische Besatzung ihrer Familie bereitet hat, erneut.
Im Wald erinnert sich Silvia daran, dass sie Giovanna einmal ein piemontesisches Gedicht zum Auswendiglernen aufgegeben hat und dies bei Giovanna zu einem Erfolgserlebnis geführt hat.
Am Schluss überwindet sich Silvia und bricht eines Morgens nach Hause auf, wo sie sich  in der Sprechanlage  meldet. Dies löst Verwunderung aus.

## Wissenswertes
Das Gedicht, das Silvia Giovanna auswendig lernen lässt, stammt aus dem Werk Canzoni piemontesi von Angelo Brofferio.

## Kritik
„Dies ist ein Roman über ihre  [Anm.: Maddalena Vaglio Tanets] Heimat, und dass sie jeden Winkel davon kennt, zeigt die völlig unangestrengte Weise, in der sie uns durch das Dorf und seine Umgebung führt und das kleine Biotop mit seinen menschlichen Unterströmungen – Liebe, Groll, Rangeleien, Geheimnis und Einsamkeit – vor uns aufblättert.“

## Ausgaben
- Maddalena Vaglio Tanet: In den Wald.  Aus dem Italienischen von Annette Kopetzki, Suhrkamp Verlag, Berlin, 2024, ISBN 978-3-518-43198-6